# Alexeter albilabris
Alexeter albilabris är en stekelart som först beskrevs av Thomson 1894.  Alexeter albilabris ingår i släktet Alexeter och familjen brokparasitsteklar. Arten är reproducerande i Sverige. Inga underarter finns listade i Catalogue of Life.